# Augusta Marie Gertrude von Hanau

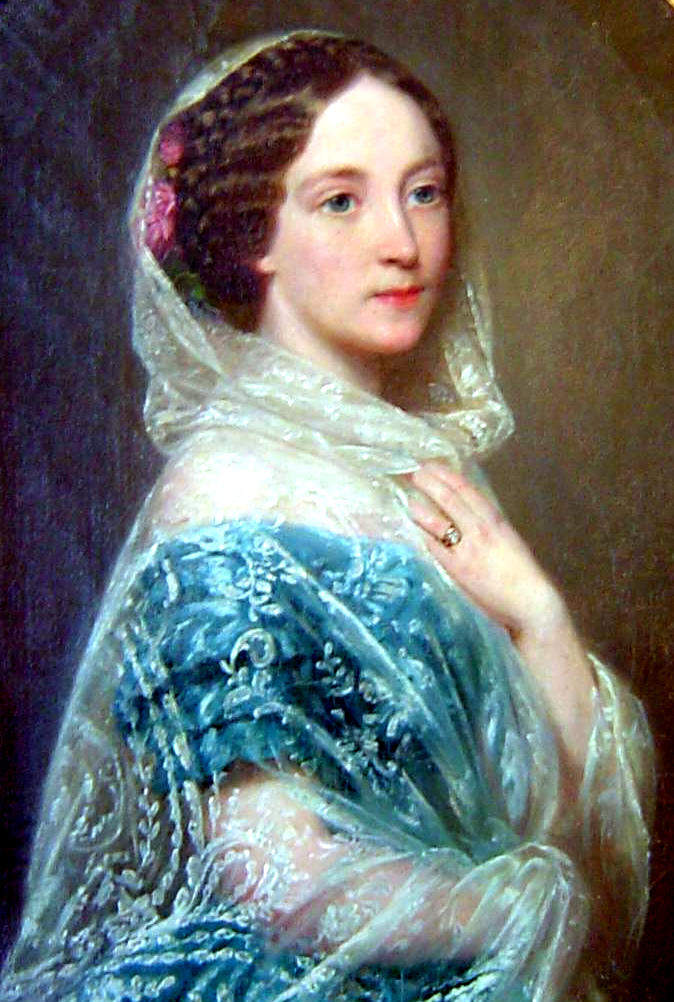
Prinzessin Augusta Marie Gertrude von Hanau

Augusta Marie Gertrude von Hanau (* 21. September 1829 in Niederdorfelden; † 18. September 1887 in Halle) war die unehelich geborene älteste Tochter des Kurfürsten Friedrich Wilhelm I. von Hessen-Kassel (1802–1875) und seiner erst späteren Ehefrau Gertrude, spätere Fürstin von Hanau und zu Hořowitz (1803–1882).
Kurprinz Friedrich Wilhelm lernte seine Frau kennen, als diese noch mit dem Leutnant Karl Michael Lehmann (1787–1882) verheiratet war, beging mit ihr Ehebruch, erreichte schließlich die Scheidung und heiratete sie 1831. Augusta Marie Gertrude wurde so zu einer Zeit geboren, als ihre Mutter noch eine verheiratete Lehmann war. Sie wurde deshalb zunächst vom damaligen Mann ihrer Mutter als ehelich anerkannt. Erst nach der Scheidung und der Heirat von Gertrude Lehmann mit dem Kurprinzen verzichtete Karl Michael Lehmann auf die Vaterschaftsrechte. Augusta Marie Gertrude Lehmann wurde nun von ihrem leiblichen Vater zur Gräfin Schaumburg und später zur Prinzessin von Hanau erhoben.
Am 17. Juli 1849 heiratete sie den Grafen Ferdinand Maximilian zu Ysenburg-Büdingen (* 24. Oktober 1823; † 5. Mai 1903). Dieser war mental wohl etwas gestört. Nachdem eine Kasseler Zeitung 1853 seine Frau „Erlaucht“ statt „Durchlaucht“ betitelt hatte, griff er den Ersten Minister seines Schwiegervaters, Ludwig Hassenpflug, tätlich an und verletzte ihn mit Stockschlägen. Er kam darauf vorübergehend in eine Klinik. 1865 wurde er durch den Kurfürsten in den Fürstenstand erhoben und nannte sich nun Ferdinand-Maximillian I.
Fürstin Augusta Marie Gertrude hatte ein sehr enges Verhältnis zu ihrem Vater. Als er 1866 nach dem gegen Preußen verlorenen Krieg in Stettin als Kriegsgefangener einsaß, besuchte sie ihn.
Sie starb in Halle, wohin sie ihren Mann begleitet hatte, der sich dort einer Operation unterziehen musste.